# Konstandinos Sikaras
Konstandinos Sikaras (ur. 30 maja 1984 w Atenach) – grecki narciarz alpejski, uczestnik Zimowych Igrzysk Olimpijskich 2014 w Soczi.

## Osiągnięcia

### Igrzyska olimpijskie
| Miejsce | Dzień     | Rok  | Miejscowość | Konkurencja | Czas biegu  | Strata   | Zwycięzca      |
| ------- | --------- | ---- | ----------- | ----------- | ----------- | -------- | -------------- |
| 51.     | 16 lutego | 2014 | Soczi       | Supergigant | 1:26,32 min | +8,18 s  | Kjetil Jansrud |
| 52.     | 19 lutego | 2014 | Soczi       | Gigant      | 3:02,33 min | +17,04 s | Ted Ligety     |
| 35.     | 22 lutego | 2014 | Soczi       | Slalom      | 2:04,08 min | +22,24 s | Mario Matt     |

### Mistrzostwa świata
| Miejsce | Dzień     | Rok  | Miejscowość       | Konkurencja | Czas biegu  | Strata   | Zwycięzca            |
| ------- | --------- | ---- | ----------------- | ----------- | ----------- | -------- | -------------------- |
| 47.     | 9 lutego  | 2005 | Bormio            | Gigant      | 3:09,27 min | +18,86 s | Hermann Maier        |
| DNF1    | 12 lutego | 2005 | Bormio            | Slalom      | -           | -        | Benjamin Raich       |
| BDNF2   | 15 lutego | 2013 | Schladming        | Gigant      | -           | -        | Ted Ligety           |
| BDSQ1   | 17 lutego | 2013 | Schladming        | Slalom      | -           | -        | Marcel Hirscher      |
| BDNS1   | 13 lutego | 2015 | Vail/Beaver Creek | Gigant      | -           | -        | Ted Ligety           |
| 50.     | 15 lutego | 2015 | Vail/Beaver Creek | Slalom      | 1:58,83 min | -        | Jean-Baptiste Grange |